# Pterodroma deserta
El petrel de las Desertas (Pterodroma deserta) es una especie de ave procelariforme de la familia Procellariidae que se reproduce en la Bugio en la islas Desertas de Madeira. A veces es tratada como subespecie de petrel gon-gon (P. feae) y fue descrita originalmente como subespecie del petrel suave (P. mollis).